# Шер, Дмитрий Александрович
Дмитрий Александрович Шер (1805 — 14 февраля 1872 года) — русский резчик и скульптор, известный украшением церквей Российской империи.

## Биография
О молодости Шера практически ничего не известно; Шеру покровительствовали С. М. Голицын и его сестра, а также князь Юсупов[какой?]; по-видимому, через них он стал известен Николаю I.
Шер умер в Москве 14 февраля 1872 г. и похоронен на Ваганьковском кладбище; могила утрачена.
Отец В. Д. Шера.

## Работы
Деятельность Шера в основном была направлена на украшение церквей. По его рисункам были устроены иконостасы во многих церквях в том числе в Высокопетровском, Знаменском, Рождественском монастырях, в приходских церквях: Святителя Алексия Митрополита, в Рогожской, Петра и Павла, в Басманной, Пресвятыя Богородицы всех скорбящих радости (здесь особенно замечательны резные изображения Евангелистов на царских вратах), в бывшем Новинском монастыре, в домовых церквах: университета, князя С. М. Голицына, графини А. Е. Толстой, князя Урусова.
По заказу Николая I Шер вырезал из кости изображение головы Богоматери, которое хранилось в Эрмитаже. Вырезанное из кости изображение Богородицы всех скорбящих радости было приобретено Александром II, когда он был еще наследником престола. Молитвенник с резными украшениями из кости, работы Шера был преподнесён Александре Феодоровне. В Большом Кремлёвском дворце находился также деревянный резной трон работы Шера. Перед смертью Шер заканчивал резание по мамонтовой кости головы Спасителя в терновом венце.